# California Institute of Technology
California Institute of Technology (potocznie Caltech), Kalifornijski Instytut Techniczny – jedna z najlepszych amerykańskich uczelni niepublicznych, położona w Pasadenie w Kalifornii na przedmieściach Los Angeles.
Jest uczelnią stosunkowo niewielką, jeśli chodzi o liczbę studentów: w 2022 na studiach bakalarskich studiowały 982 osoby, pozostałą część stanowili głównie doktoranci. Największy nacisk kładzie na matematykę, nauki przyrodnicze i techniczne, i w tych dziedzinach absolwenci i pracownicy naukowi uczelni osiągają największe sukcesy: do 2020 absolwenci i pracownicy naukowi Kalifornijskiego Instytutu Technicznego otrzymali 47 Nagród Nobla.
Uczelnia zajmuje co roku wysokie lokaty w rankingach najlepszych uczelni na świecie. W 2020 roku The Times Higher Education World University Rankings sklasyfikował Caltech na 2. miejscu, natomiast w 2021 roku uczelnie zajęła 4. miejsce w QS World University Rankings oraz 8. miejsce w Academic Ranking of World Universities.
Caltech administruje również i zarządza Laboratorium Napędu Odrzutowego, głównym centrum badań kosmicznych NASA. Ponadto zarządza Obserwatorium Palomar, Owens Valley Radio Observatory, Caltech Submillimeter Observatory, W. M. Keck Observatory
oraz Kerckhoff Marine Laboratory.
Ma udział w zarządzaniu i badaniach naukowych prowadzonych w LIGO.

## Absolwenci i profesorowie
- Barry Barish – laureat Nagrody Nobla z fizyki (2017)
- Frank Capra – reżyser filmowy
- Thomas Davenport – dominikanin, fizyk i filozof nauki
- Richard Feynman – fizyk, laureat Nagrody Nobla (1965)
- Donald Knuth – matematyk i informatyk, twórca systemu składu drukarskiego TEX
- Robert Millikan – fizyk, laureat Nagrody Nobla (1923), kierujący Caltechem w latach 1921–1945
- Gordon E. Moore – współzałożyciel firmy Intel
- J. Robert Oppenheimer – fizyk, dyrektor Projektu Manhattan
- Linus Pauling – laureat Nagrody Nobla z chemii (1954) i Pokojowej Nagrody Nobla (1962)
- William Bradford Shockley – współwynalazca tranzystora, laureat Nagrody Nobla z fizyki (1960)
- Vernon Smith – laureat Nagrody Banku Szwecji w dziedzinie ekonomii za wprowadzenie eksperymentów ekonomicznych do badań naukowych
- Kip Thorne – laureat Nagrody Nobla z fizyki (2017)
- Robert Woodrow Wilson – astronom, odkrywca mikrofalowego promieniowania tła, laureat Nagrody Nobla z fizyki (1978)

## Rektorzy
- Charles H. Keyes 1892–1896
- Walter A. Edwards 1897–1907
- Arthur Henry Chamberlain 1908 (p.o.)
- James Augustin Brown Scherer(inne języki) 1908–1920
- Robert Millikan 1921–1945
- Lee Alvin DuBridge(inne języki) 1946–1969
- Harold Brown 1969–1977
- Robert F. Christy(inne języki) 1977–1978 (p.o.)
- Marvin Leonard Goldberger(inne języki) 1978–1987
- Thomas Eugene Everhart(inne języki) 1987–1997
- David Baltimore 1997–2006
- Jean-Lou Chameau(inne języki) 2006–2013
- Edward M. Stolper(inne języki) 2013–2014 (tymczasowy)
- Thomas Rosenbaum(inne języki) od 2014[15]

## Galeria zdjęć

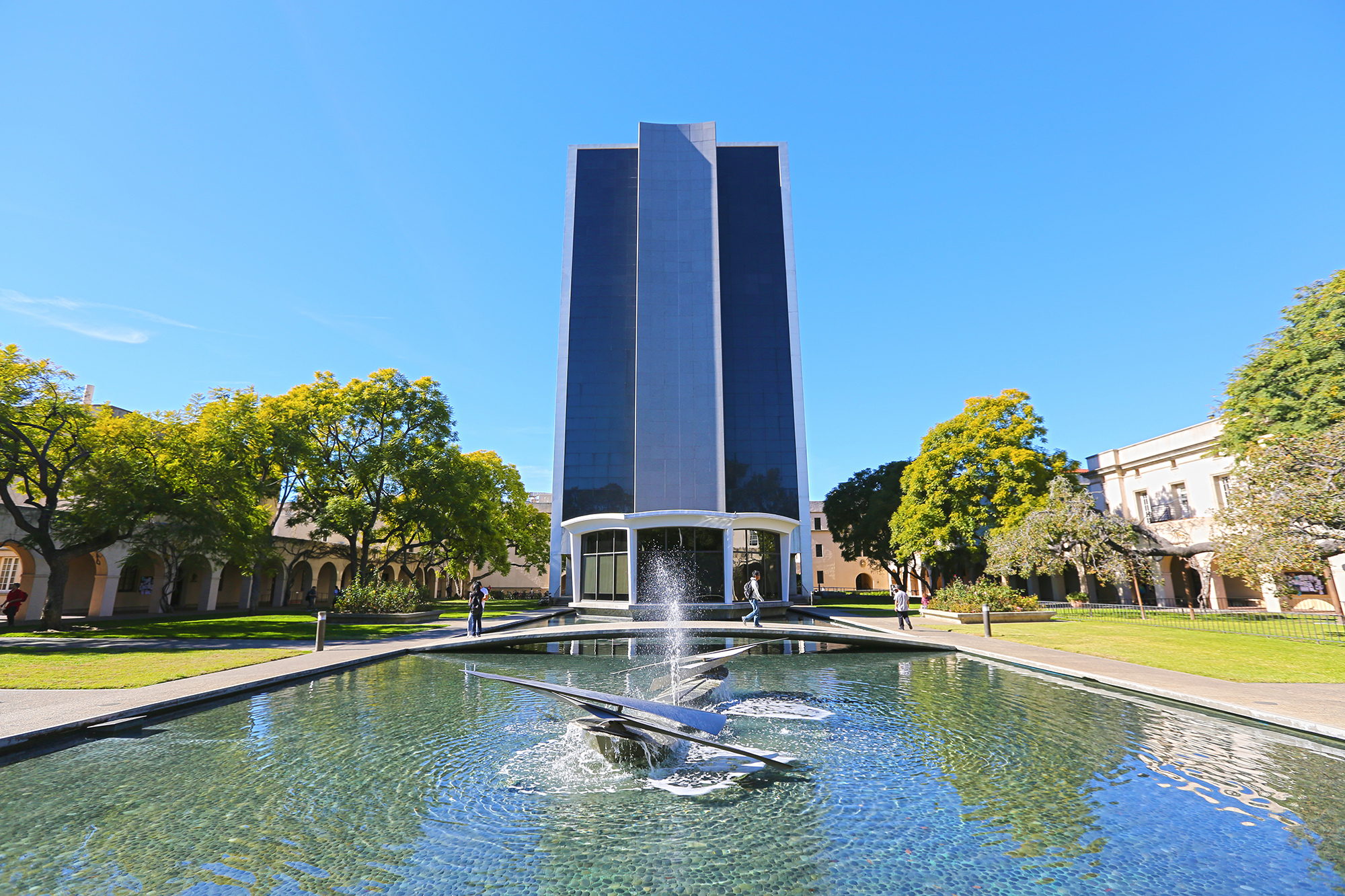
Biblioteka Millikana
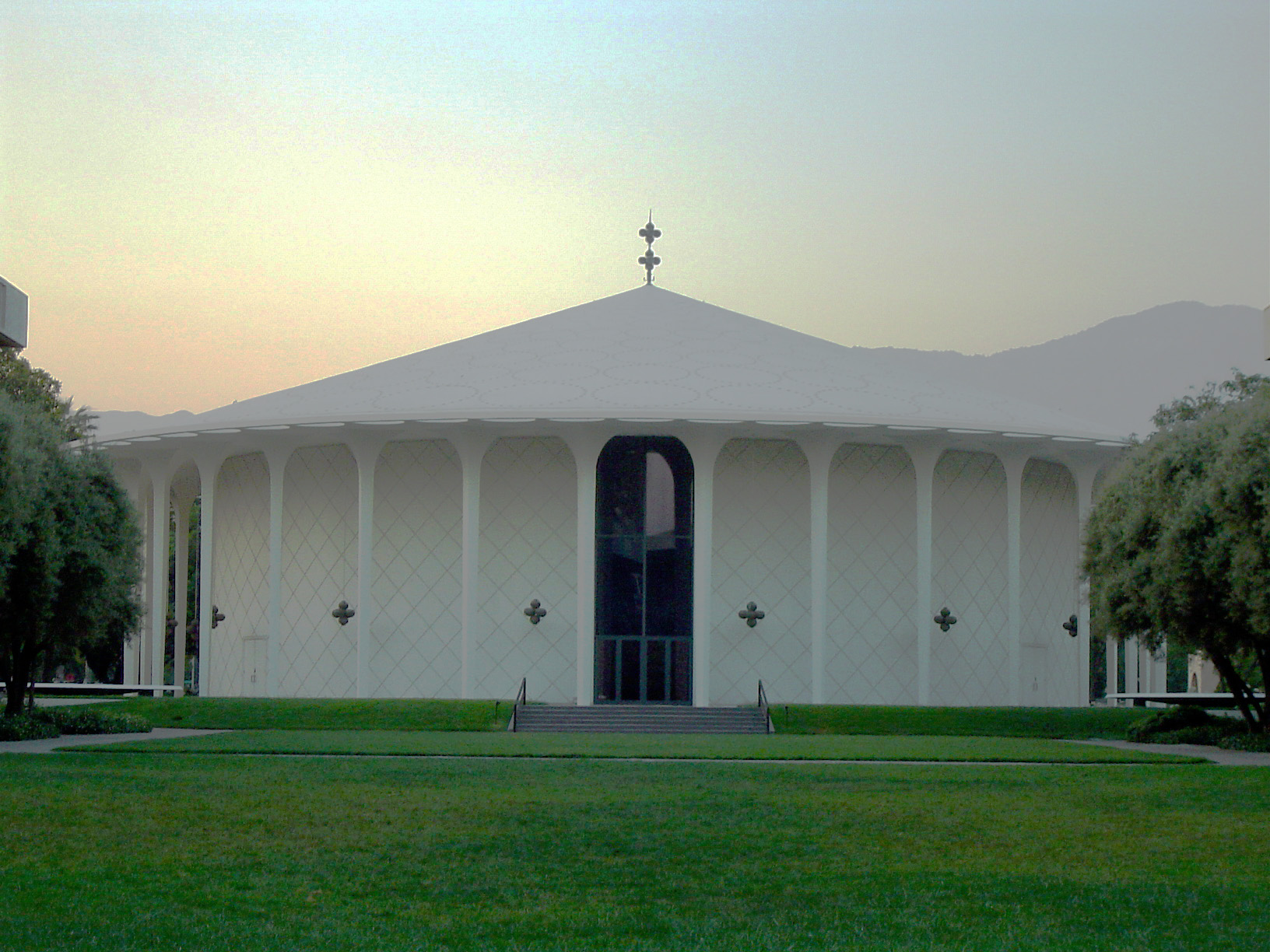
Beckman Auditorium
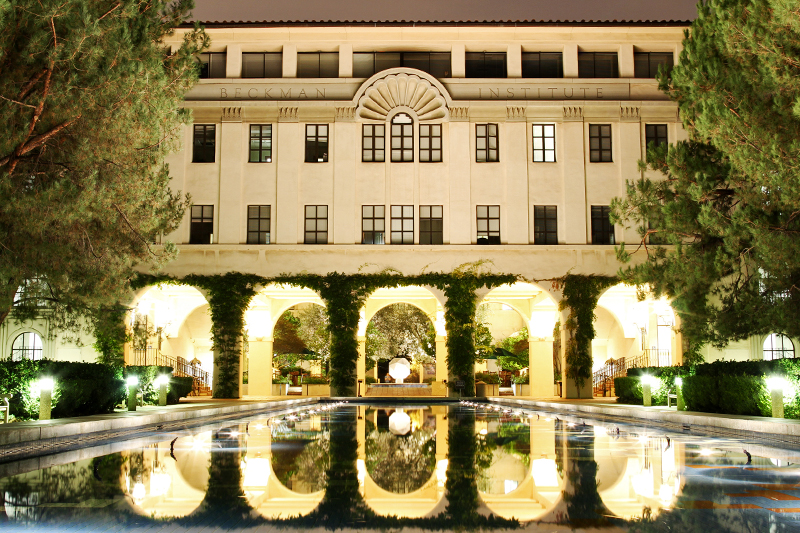
Beckman Institute